# Lo Siento
Lo Siento è un singolo della cantante messicana Belinda pubblicato il 7 luglio 2003 dall'etichetta discografica Sony BMG, primo estratto dall'album Belinda.

## Il disco
Lo Siento ha ricevuto un'enorme promozione e debutto in alto nella classifica messicana. Dopo 6 settimane in classifica, arrivò alla prima posizione, e ci rimase per 4 settimane.

## Videoclip
Il videoclip fu girato da Olivier Castro, con la produzione di Distrito Films. È girato con un green screen, con una varietà di colori e di ballerini. Belinda è vestita con un vestito nero e delle Converse e in un'altra scena con una camicetta rosa. Il video si conclude con una scena in cui Belinda dipinge la parola Sorry in una parete immaginaria, come se stesse scrivendo sullo schermo del video, poi se ne va e finisce.

## Classifiche
| Classifica (2003 - 2004)         | Posizione massima |
| -------------------------------- | ----------------- |
| México Top 100                   | 1                 |
| Perù Top 100                     | 1                 |
| España Top 50                    | 1                 |
| Brasil Top 100                   | 99                |
| U.S. Billboard Latin Pop Airplay | 34                |
| Argentina Top 100                | 6                 |
| Cile Top 100                     | 18                |
| Hispanoamérica Top 40            | 38                |
| Airplay World Official Top 100   | 87                |
| World Latin Top 30 Singles       | 21                |